# Enanga Kebbi
Juliana Enanga Kebbi, plus connue sous le nom de Enanga Kebbi, née en 1961 et morte le 12 septembre 2022 en Tunisie, est une journaliste, communicatrice et femme politique  camerounaise. De 1997 à 2022, elle  présente des émissions du Rassemblement démocratique du peuple camerounais (RDPC) à la télévision et à la radio.

## Biographie

### Carrière en journalisme et en communication
Enanga Kebbi, licenciée de l'université de Yaoundé, est  l'une des pionnières de la  CRTV-Télé, appelée à cette époque CTV. Elle y commence sa carrière comme speakerine, avant de se lancer dans le journalisme. Pendant des années, elle fait ses preuves dans cette entreprise et devient  journaliste principale. Elle y occupe plusieurs postes de responsabilités, dont celui de Chef de Cellule des reportages des affaires réservées.
Celle qu'on a toujours présentée comme la voix anglaise de la Première dame, passe près de deux décennies à couvrir et à promouvoir ses œuvres. A travers  reportages, interviews et comptes rendus, elle informe l'opinion sur les  cérémonies de présentation  des vœux de nouvel an à Chantal Biya et aussi  sur  les activités des structures dont elle a la charge. Il s'agit notamment des Synergies africaines, le Cercle des Amis du Cameroun, le Centre Hospitalier de Recherche et d’Application en Chirurgie Endoscopique et Reproduction Humaine de Yaoundé (CHRACERH), le Centre International de Référence Chantal Biya pour la recherche sur la prévention et la prise en charge du VIH/SIDA (CIRB) et sa Fondation éponyme.

### Carrière politique
Enanga Kebbi milite avec engagement au sein du Rdpc pendant près de 30 ans. Elle s'y s'impose comme personne ressource pour le Sud-Ouest, sa région d'origine. Grâce à sa détermination et son dynamisme, elle  intègre facilement  la direction de son parti aux côtés de son encadreur Christophe Mien Zok, directeur des organes de Presse, de Charles Ateba Eyene et de Simon Meyanga.Le 5 août 2008, elle est désignée chargée de mission au sein du secrétariat du Comité central par Paul Biya, Président national du parti. Elle intègre aussi le Bureau national de l’Organisation des Femmes du Rassemblement démocratique du peuple camerounais (OFRDPC) aux côtés de Rachel Efoua Zengue en tant que Déléguée à la Presse, à l’Information et à la Propagande,.

### Décès
Enanga Kebbi décède  dans la nuit du 12 au 13 septembre 2022 en Tunisie,, laissant derrière elle, son unique enfant biologique et plusieurs  autres dont elle s’occupait.